# Chaetophiloscia syriaca
Chaetophiloscia syriaca är en kräftdjursart som beskrevs av Karl Wilhelm Verhoeff 1949. Chaetophiloscia syriaca ingår i släktet Chaetophiloscia och familjen Philosciidae. Inga underarter finns listade i Catalogue of Life.